# Hutovo
Hutovo (en cyrillique : Хутово) est un village de Bosnie-Herzégovine. Il est situé dans la municipalité de Neum, dans le canton d'Herzégovine-Neretva et dans la fédération de Bosnie-et-Herzégovine. Selon les premiers résultats du recensement bosnien de 2013, il compte 224 habitants.

## Histoire
L'inscription de Radovac Vukanović, datée du XVe siècle, aujourd'hui dans le lapidarium de l'église catholique de Gornje Hutovo, est inscrite sur la liste des monuments nationaux. La nécropole de Crkvina abrite 101 stećci, un type particulier de tombes médiévales ; cet ensemble est classé.
Même si elle a été édifiée sur des fondations plus anciennes, la forteresse de Hutovo, également connue sous le nom de « forteresse de Hadži Bey » (Hadžibegov grad), remonte peut-être au XVIIIe siècle ; elle est elle aussi inscrite.

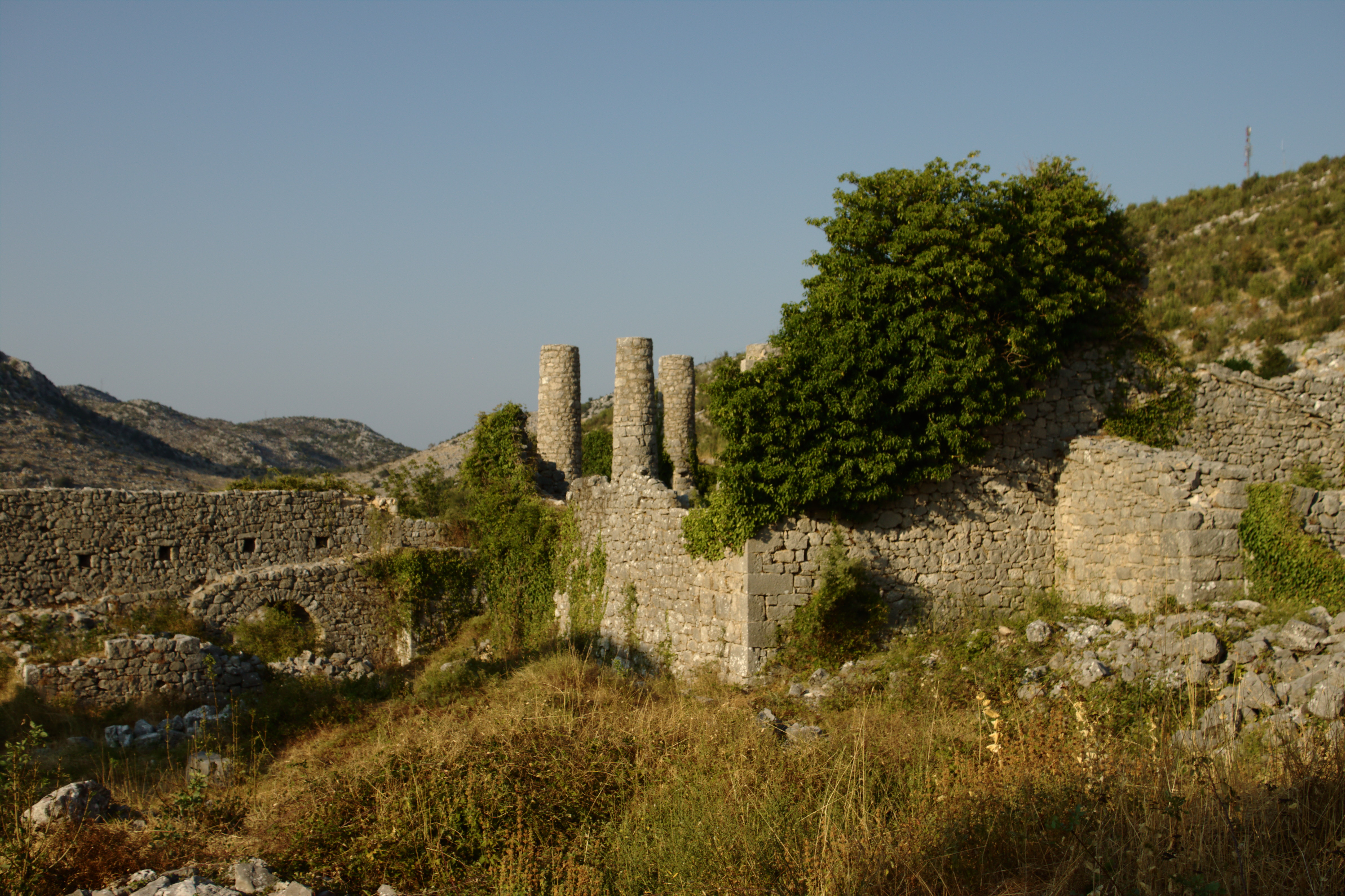
Vestiges de la forteresse de Hutovo

## Démographie

### Évolution historique de la population
| 1948 | 1953 | 1961 | 1971 | 1981 | 1991 | 2013 |
| ---- | ---- | ---- | ---- | ---- | ---- | ---- |
| -    | -    | 383  | 438  | 394  | 319  | 224  |

|  |

### Répartition de la population par nationalités (1991)
En 1991, les 319 habitants du village étaient tous croates.

### Communauté locale
En 1991, la communauté locale de Hutovo comptait 763 habitants, tous croates.